# Duninia
Duninia is een geslacht van spinnen uit de  familie van de Hersiliidae.

## Soorten
- Duninia baehrae Marusik & Fet, 2009
- Duninia rhemisae Marusik & Fet, 2009